# Emoia nigra
Emoia nigra este o specie de șopârle din genul Emoia, familia Scincidae, descrisă de Honoré Jacquinot și Guichenot 1853. Conform Catalogue of Life specia Emoia nigra nu are subspecii cunoscute.